# Plutarchia carinata
Plutarchia carinata (лат.) — вид наездников рода Plutarchia из семейства эвритомиды (Eurytomidae, Chalcidoidea). Индия (штат Тамилнад).

## Описание
Мелкие наездники (длина самок около 2 мм). Тело чёрное с несколькими коричневыми отметинами; передние лапки желтовато-коричневые. Голова и грудь с коротким серебристым опушением. От близких видов отличается следующими признаками: дорсальная часть первого тергита в 1,48 раза меньше чем у второго тергита; узкой и длинной маргинальной жилкой; брюшко примерно равно длине торакса; пронотальный воротничок спереди и сбоку килеватый. Проподеум со срединным килем, а сбоку он килеватый в передней части.

## Таксономия
Вид был впервые описан в 1990 году по типовым материалам из Индии (Тамилнад).